# Когалымское нефтяное месторождение
Когалымское — нефтяное месторождение в России. Расположено в Ханты-Мансийском автономном округе, в 120 км к северо-востоку от г. Сургут. Открыто в 1972 году. Освоение началось в 1985 году.
Лицензия на разработку месторождения принадлежит ООО «Лукойл-АИК».

## Географическое расположение
В административном отношении месторождение находится в Сургутском районе Ханты-Мансийского автономного округа — Югры Тюменской области, приблизительно в 17 км северо-западнее г. Когалыма и в 97 км юго-восточнее г. Ноябрьска.
Месторождение относится к Западно-Сибирской провинции.

## Общие сведения
В пределах месторождения выявлены 7 нефтяных залежей пластово-сводового и структурно-литологически экранированного типов. Коллектором служат мелкозернистые песчаники с прослоями глин. Месторождение относится к классу крупных.
Для поддержания уровня добычи нефти на Когалымском месторождении, планируется[когда?] обустройство нового куста скважин. Новый куст, состоящий из трех скважин, будет расположен на площадке бывшей разведочной скважины № 174р. К нему будут подведены необходимые коммуникации, такие как нефтегазосборный трубопровод, подъездная дорога и линия электропередачи.
Запасы нефти составляют 0,5 млрд тонн. Плотность нефти составляет 0,846 г/см3 или 37,5° API. Содержание серы составляет 0,64 %.